# CBS Schoolbreak Special
Schoolbreak Special  una serie de televisión para adolescentes que se transmitió por la cadena CBS. El concepto era muy similar a la ABC's Afterschool Special. Se estrenó en 1979 como la tarde de CBS Playhouse. El nombre fue cambiado en la temporada1984 - 85  y la serie se emitió hasta 1996.